# 牌効率
牌効率（はいこうりつ）とは、麻雀において、聴牌に至る確率・早さのことをいう。
麻将連合代表の忍田幸夫が（「牌効率打法」の名前で）広めたことで知られる。

## 概要
現代の麻雀では、ほとんどのルールで一発・裏ドラが採用され、また赤ドラが採用されることも少なくない。そのような現在一般的なルールでは、リーチ以外の手役を作らずとも、メンゼンの状態でテンパイしてリーチをかけることで、一定以上の得点を期待できることが多い。そのため少しでも効率の高い打牌（切り牌）を選び、受け入れを広くしてできるだけ早くテンパイすることが重要視される傾向にある。

## 牌効率を重視した選択の例
牌効率を重視した選択の典型は以下の場面におけるものである。
ここにを自摸したとする。
平和を確定させたいのであれば2枚となったは雀頭として手牌に残してまたはを捨てるべきであるが、牌効率を最優先させる場合には、この段階で平和を確定させることは考えずにを捨てるべきである。
なぜなら、を残しまたはを捨てた場合、以後の4種類の牌を自摸することで（門前で）聴牌となるが、を捨てた場合には
の10種類の牌を自摸することで聴牌となるからである。聴牌を可能とする牌の種類が多いということは、当然、一般論（どのような種類の牌がすでに捨てられているかといった具体的な条件を無視した論）としては聴牌の可能性が高い、すなわち牌効率がよいということになる。